# Paul Gosar
Paul Anthony Gosar (født 27. november 1958) er en amerikansk politiker og tidligere tandlæge der har været republikansk medlem af Repræsentanternes Hus valgt i Arizona siden 2011. Gosars støtte til konspirationsteorier samt tilknytning til Proud Boys and Oath Keepers har givet kontroverser.
Gosar er imod Affordable Care Act, abort, våbenkontrol og immigration. Han har været en stærk allieret med tidligere præsident Donald Trump, og stemte for at omstøde resultaterne af det amerikanske præsidentvalg i 2020 som Trump tabte. Den 17. november 2021 fik Gosar en næse af Repræsentanternes Hus og frataget udvalgsposter for at have postet en animeret video på sociale medier der viste ham slå kongresmedlemmet Alexandria Ocasio-Cortez ihjel og vold mod præsident Joe Biden. Det var den første irettesættelse Repræsentanternes Hus gav et medlem siden 2010 og kun den 24. i amerikansk historie.